# Alberto de Montaud Noguerol
Alberto de Montaud Noguerol (¿Venta del Moro?, 22 de noviembre de 1888 - Madrid, ¿1969 o 1970?) fue un militar e ingeniero español que combatió en la Guerra civil.

## Biografía
En el momento de comenzar la guerra civil española era Teniente coronel de Ingenieros y profesor de fortificaciones en la Escuela Superior de Guerra en Madrid. Iniciado el conflicto, se mantuvo leal a la República y fue enviado por el gobierno republicano hacia el País Vasco para auxiliar a las unidades republicanas que allí luchaban contra los militares sublevados.
El 6 de noviembre de 1936, Montaud fue designado Jefe del Estado Mayor del llamado "Euzko Gudarostea" por el presidente del Gobierno de Euskadi, José Antonio Aguirre, con el llegó a mantener buenas relaciones. El coronel Montaud mantuvo este cargo cuando el Ejército Vasco se reconvirtió en el I Cuerpo de Ejército de Euzkadi. En su condición de ingeniero, Alberto de Montaud dirigió la construcción del llamado "Cinturón de Hierro", destinado a la defensa de Bilbao. El 9 de mayo de 1937 Montaud cesó en dicho cargo, el cual fue asumido personalmente por el propio lehendakari. Tras la caída de Bilbao el 19 de junio, Alberto de Montaud continuó sirviendo en las fuerzas republicanas desplegadas en el Frente Norte. Cuando terminó la guerra en el Norte de España, Montaud decidió no regresar a la zona republicana y se exilió primero en Francia, y después en Venezuela, donde residió durante treinta años hasta su regreso a España.
Con idéntica suerte y circunstancias que su hermano Gustavo, vivió en el exilio, en Francia volviendo a España a mediados de los años sesenta para morir. Seguidamente Alberto volvió a Venta del Moro y vendió todas sus posesiones.
Alberto de Montaud murió en Madrid a fines de la década de 1960.